# Markus Rulh
Markus Rühl (n. 22 februarie 1972, Darmstadt, Germania) este un culturist profesionist ce aparține de IFBB. Rulh a început culturismul la vârsta de 19 ani în urma recomandări unu medic, în urma unei accidentari la genunchi în timp ce juca fotbal. La 120 lb (55 kg), Ruhl început să se antreneze șase zile pe săptămână până a decis să concureze un nivel profesionist patru ani mai târziu. În această perioadă el a lucrat ca vânzător de mașini folosite. Are unii dintre cei mai mari umeri din istoria culturismului, și este unul dintre cei mai puternici culturiști în viață, împreună cu O. Johnnie Jackson, Wolf Dennis și Ronnie Coleman.

## Statistici
- Inaltime 5'10" (1.78 m )
- Greutate 320-340 lb. (145.14-154.22 kg)
- Marimea maini 24" (61 cm)
- Marimea piciorului 34" (86 cm)
- Marimea Pieptului 60" (152 cm)

## Performanțe[1]
- 2009 Mr. Olympia - 15th
- 2009 New York Pro - 3rd
- 2006 IFBB Austria Pro Grand Prix - 3rd
- 2006 Mr. Olympia - 8th
- 2005 Mr. Olympia - 15th
- 2004 Mr. Olympia - 5th
- 2003 Arnold Classic - 3rd
- 2002 Mr. Olympia - 8th
- 2002 Night of Champions - 1st
- 2002 Toronto Pro Classic - 2nd
- 2001 Mr. Olympia - 14th
- 2000 Mr. Olympia - 7th
- 2000 Joe Weider's World Pro Cup - 5th
- 2000 Grand Prix England - 5th
- 2000 Night of Champions - 2nd
- 2000 Toronto Pro - 1st
- 1999 Grand Prix England - 7th
- 1999 Joe Weider's Pro World - 7th
- 1999 Night of Champions - 4th

## Filmografie
- XXXL-Big beyond belief - 2000
- Made in Germany - 2004
- Big and loving it - 2007
- Ruhling 4 Ever - 2010